# Protandrena lipovskyi
Protandrena lipovskyi är en biart som beskrevs av Timberlake 1976. Protandrena lipovskyi ingår i släktet Protandrena och familjen grävbin. Inga underarter finns listade i Catalogue of Life.